# Кондитерська фабрика «Стріла»
ВАТ «Чернігівська кондитерська фабрика „Стріла“» — українська кондитерська фабрика, що знаходиться у Чернігові.

## Історія
Відкрито 1 травня 1933 як невеликий цех у підвалі одного із житлових будинків, здобувши назву «Імені 1 Травня».
У 1943, відразу після звільнення міста від нацистів, роботу фабрики відновлено.
Починаючи з 1950-х на фабриці встановлювали нове обладнання. У 1975 році у дію було введено 2 нові цехи.
У 2003 фабрика займала 28 % усього кондитерського ринку Чернігівщини.
Окрім внутрішнього ринку здійснювався експорт до Казахстану, Узбекистану, Естонії та Молдови.
У 2011 потужність склала близько 240 тонн продукції на місяць.
Фабрика «Стріла» виготовляє 5 груп кондитерських виробів: цукерки, карамель, печиво, вафлі, драже.
Цукерок виробляється близько 80 видів, карамелі — близько 20.
Випускається здобне печиво 30 видів (у цукровій пудрі, з горіхами, маком, кокосом, родзинками, з какао-порошком, печиво, перешароване начинками зі згущеним молоком, шоколадним кремом, повидлом, а також глазуроване кондитерською глазур'ю), вафлі (15 найменувань) та драже (8 найменувань).
Своєрідною візитівкою понад 25 років є цукерки «Стріла» у золотавій фользі.

### Власник
Колишній віцепрем'єр з інфраструктури (з 2 грудня 2014) Вощевський Валерій Миколайович володіє 88 % акцій.